# Pitstone & Ivinghoe F.C.
Pitstone & Ivinghoe F.C. là một câu lạc bộ bóng đá Anh tọa lạc ở Pitstone, gần Leighton Buzzard. Trong mùa giải 2014-15, họ là thành viên của Spartan South Midlands League Division Two. CLB là hội viên của Berks & Bucks Football Association.

## Lịch sử
CLB được thành lập năm 1957 sau sự chuyển giao của Ivinghoe & Pitstone F.C. vì khó khăn về tài chính và họ bắt đầu thi đấu trên sân nhà Pitstone Recreation Ground. CLB bắt đầu thi đấu ở West Herts League và trong mùa giải ra mắt họ vô địch West Herts Challenge Cup. Trong những năm đầu của 1960 CLB gia nhập Aylesbury & District League, trước khi trở lại West Herts League vào năm 1966.
CLB lại di chuyển giữa các giải đấu vào năm 1970, lần này họ gia nhập Dunstable Alliance League, và sau đó là chuỗi thành công ở các giải đấu Cup bao gồm 2 lần vô địch Marsworth Cup và cả Apsley Junior and Senior Cups. Mùa giải 1976–77, CLB tạo nên cú ăn ba khi vô địch các đấu trường Premier Division, Premier Division Cup và Reading Junior Cup. Mùa giải tiếp theo, với cơ sở vật chất được cải thiện ở Recreation Ground, CLB được chấp nhận tham gia South Midlands League và được gia nhập Berks & Bucks F.A.
Sau đó CLB trải qua 11 mùa giải ở Division One, và mùa giải 1987-88 họ được thăng hạng Premier division dưới sự dẫn dắt của Ian Magill. CLB cũng đã nâng cao danh hiệu Division One Cup và South Midlands League Challenge Trophy. Hai mùa giải sau đó, ở mùa giải 1989–90, CLB lại tiếp tục thăng hoa khi vô địch Premier Division. Họ trải qua 3 mùa giải ở hạng đấu cao nhất trước khi bị xuống chơi ở hạng đấu mới Senior Division do sân vận động của họ không được trang bị dàn đèn pha. CLB xếp cuối bảng xếp hạng của Senior Division 2 lần và xuống hạng Division One ở cuối mùa giải 1994–95.
Đầu mùa giải 1997-98, với sự hợp nhất của South Midlands League và Spartan League, CLB là thành viên sáng lập của Spartan South Midlands League Division 1 North. Mùa giải đó cũng chứng kiến sự trở lại của HLV Ian Magill, người đã giúp đội bóng thăng hạng trở lại Senior Division (hạng đấu sau đó được đổi tên thành Division One). Ở mùa giải 2000–01, họ giành chức vô địch. Ngoài ra CLB còn giành chức vô địch County Cup đầu tiên bằng việc đánh bại đội bóng của Hellenic Football League Finchampstead 2–0 trong trận chung kết Berks & Bucks Intermediate Cup.
Ian Magill từ chức ở mùa giải 2002–03 và được thay thế bởi Sean Downey. Nó đã chứng minh cho một sự thay đổi thành công khi CLB giành chức vô địch Division One với khoảng cách so với đội xếp sau đến 10 điểm và ghi được hơn 100 bàn thắng trong cả mùa giải. Tuy nhiên CLB không được quyền thăng hạng do cơ sở vật chất không đáp ứng đủ điều kiện của giải đấu. Hai mùa giải sau đó, CLB bị xuống hạng Division Two tiếp tục do hậu quả của việc không đáp ứng đủ điều kiện cơ sở vật chất cần thiết cho giải đấu.
Từ mùa giải 2004–05 cho đến nay, CLB vẫn đang ở Division Two của Sparta South Midlands League. Ngày 23 tháng 2 năm 2013, đội bóng vào đến chung kết của Berks & Bucks Intermediate Cup.

## Sân vận động
Pitstone & Ivinghoe chơi trên sân nhà The Recreation Ground, Vicarage Lane, Pistone LU7 9EY.

## Các danh hiệu

### Danh hiệu Giải đấu
- Spartan South Midlands LeagueDivision One:[2]
  - Vô địch: 2000–01, 2002–03
- South Midlands League Premier Division:[2]
  - Vô địch: 1989–90
- South Midlands LeagueDivision One:[5]
  - Vô địch: 1987–88
- Dunstable Alliance Premier Division:[1]
  - Vô địch: 1973–74, 1975–76, 1976–77
  - Á quân: 1970–71, 1974–75
- West Herts Premier Division:[1]
  - Vô địch: 1968–69
- West Herts Division One:[1]
  - Vô địch: 1966–67

### Danh hiệu Cup
- Berks & Bucks Intermediate Cup:[1]
  - Vô địch: 2000–01
- South Midlands League Challenge Trophy:[1]
  - Vô địch: 1988–89
- South Midlands League Premier Division Cup:[1]
  - Á quân: 1989–90
- South Midlands League Division One Cup:[1]
  - Vô địch: 1987–88
- Dunstable Alliance Premier Division Cup:[1]
  - Vô địch: 1974–75, 1976–77
- West Herts Challenge Cup:[1]
  - Vô địch: 1957–58
- Reading junior Cup:[1]
  - Vô địch: 1976–77
  - Á quân: 1975–76
- Apsley Senior Cup:[1]
  - Vô địch: 1968–69
- Apsley Junior Cup:[1]
  - Vô địch: 1966–67
- Marsworth Cup:[1]
  - Vô địch: 1966–67, 1967–68
- Leighton Challenge Cup:[1]
  - Á quân: 1971–72, 2000–01
- Watford Peace Memorial Shield:[1]
  - Á quân: 1968–69

## Các kỉ lục
- Vị trí cao nhất cấp độ giải đấu:[2] thứ 1 ở South Midlands League Premier Division 1989–90